# テセウスの船
テセウスの船（テセウスのふね）はパラドックスの一つであり、テセウスのパラドックスとも呼ばれる。ある物体において、それを構成するパーツが全て置き換えられたとき、過去のそれと現在のそれは「同じそれ」だと言えるのか否か、という問題（同一性の問題）をさす。

## パラドックスのバリエーション

### ギリシャ神話
プルタルコスは以下のようなギリシャの伝説を挙げている。
プルタルコスは全部の部品が置き換えられたとき、その船が同じものと言えるのかという疑問を投げかけている。また、ここから派生する問題として置き換えられた古い部品を集めて何とか別の船を組み立てた場合、どちらがテセウスの船なのかという疑問が生じる。

### ヘラクレイトスの川
ギリシャの哲学者ヘラクレイトスは同一性に関して独自の視点を持っていた。Arius Didymus は次のような彼の言葉を引用している。
人々が同じ川に入ったとしても、常に違う水が流れている。
プルタルコスもヘラクレイトスの言葉として同じ川に2度入ることはできないという主張を引用している。
また鴨長明による方丈記では類似した例えで、
ゆく河の流れは絶えずして、しかももとの水にあらず。
と述べられており、「川」としての「存在」はそこにありながら、そこに流れている水は時間を経れば「ある瞬間を流れていた水」ではない事を指摘している。

### おじいさんの古い斧
「おじいさんの古い斧（Grandfather's old axe）」とは、本来の部分がほとんど残っていないことを意味する英語での口語表現である。すなわち、「刃の部分は3回交換され、柄は4回交換されているが、同じ古い斧である。」この成句は冗談として、明らかに新しい斧を掲げて「これはジョージ・ワシントンの使った斧で…」などと使われる。

## 実例

### 船・乗り物
- 現代の船舶は部品の交換や改造・所有者の変更は可能であるが、建造時に付与されたIMO番号は廃船となるまで変更されないため、同一性は保たれている。
- 鉄道車両では車体（もしくは走行機器類）を更新してしばらく経った後、残された走行機器類（または車体）を更新した事例もある。但し、鉄道車両では更新工事に際して車両形式も変更することが多く、書類上で同一形式が残った例は少ない。同一の車両番号が残された例はJR九州の国鉄8620形蒸気機関車58654号機[注釈 2]やJR東日本のEF81 90号機[3]、近江鉄道の自社発注車[注釈 3]などごく一部に限られる。
- 航空機の場合、機体記号は再登録が可能である。航空業界では製造とサポートの会社が別であることも普通であり、エンジンやアビオニクスなどを新型に入れ替えることも多い。また生産したメーカーが廃業後も他社が生産した主翼に交換して延命することもある。航空事故により胴体が大破した場合は廃棄されるため、胴体部分が同一性を規定するとされる。

### その他の製品
- 工業製品の多くはサポート期間内であれば任意の部品の交換用部品を取り寄せることができ、基本的には全部品を置換できる。また同一ではなく改良された部品に入替えることも可能であり、筐体や土台以外は導入時と異なっている場合もある。
- パソコンでは部品の入れ替えが可能であるが、バンドルされたソフトウェアは特定のパーツと紐付けされる（OEMライセンス）ことがあり、その部品を交換すると別のパソコンとして扱われることがある。
- 老舗料理店で「タレやスープを何年も継ぎ足している」ことをウリにしている店の多くは、一定の期間で中の古いタレやスープの全てが入れ替わっているとされる[4]。

### 建築
- 日本の伝統的な木造建築では、劣化を考慮して定期的に建て直すことが前提となっていることがある（現存天守の改修等）。石造りの建築物は基礎と建物はそのままで内装を変えて使い続けることが多い。
- 伊勢神宮、出雲大社などの神社では、式年遷宮と呼ばれる本殿の定期的な新築移転を行っているが、新築されても同一の神社として認識されている。

### 生物
- 生物には寿命があるが、それを全うする前に生殖によって子孫を残すことによって、それぞれの個体が死んでも種は存続する。
- 多細胞生物においては新陳代謝によって常に細胞が入れ替わるが、個体そのものの生存は継続される。たとえばヒトの成人では、細胞の平均寿命は10年以下とされている[5]。また生物の脳細胞を同じ働きをするナノマシンに置き換えたらどうなるか、という発想もある（精神転送#脳細胞の逐次的置換）。
- 生命工学の分野では、人工合成した塩基をつないだ短いゲノムを酵母のもともとの染色体の端から置き換えていき、すべての塩基を合成したものにする、といった研究が進行している[6]。

### 組織・団体
前述のように生物は子孫を残すことで同一性を維持しているが、社会的には国家をはじめとした組織も構成員が入れ替わりながら存続している。企業や学校、スポーツチーム、楽団などの組織も時間が経つにつれて所在地や所属先（親会社など）が変わり構成員（社員など）も入れ替わっていくが、社会的には同じ組織として認識される。
- 建設会社の金剛組は法人化や他社へ営業権を譲渡するなどしているが、578年創業の（世界最古の）企業法人として認知されている。
- 学校や部活動は入学・卒業により所属する学生（生徒、児童）が毎年入れ替わる。早稲田大学校歌『都の西北』には「集まり散じて人は変われど仰ぐは同じき理想の光」という一節がある。
- 世界最古のサッカークラブは1857年創設のシェフィールドFC、世界最古の野球球団は1871年創設のアトランタ・ブレーブスとされる。もちろん、いずれも創設時の選手は既に全員死去している。
- アイドルグループ「モーニング娘。」はデビューから7年を経た2005年1月に最後の結成時メンバーが卒業したが、後に加入したメンバーによってそれ以後も活動している。2011年1月には卒業したメンバーからの選抜で「ドリームモーニング娘。」が結成され[注釈 4]、現役の「モーニング娘。」と並行して活動していた時期がある[注釈 5]。C.C.ガールズはデビュー時のメンバーと解散時のメンバーが完全に入れ替わっていた。
- ロックバンドのイエスは、唯一のオリジナルメンバーであったクリス・スクワイアが2015年に死去しデビューからのメンバーがいなくなった。フジファブリックも志村正彦の死去でオリジナルメンバーはいない。メヌードもデビュー時のメンバーと解散時のメンバーが完全に入れ替わっていた。WANDSも同様であったが、再結成時に結成当初のメンバーが復帰している。
- テレビの長寿番組と呼ばれるものには、開始当初からの出演者が全て降板しながらも番組が継続している例も存在する。イギリスの自動車番組『トップ・ギア』は司会者と主要スタッフの一部が独立し、似たような構成の自動車番組（The Grand Tour）を立ち上げており、元の『トップ・ギア』は司会者全員とスタッフの一部を入れ替えた状態で放送を継続している。
- 日本の月刊誌『WiLL』は初代編集長と発行元の社長との対立から編集部ごと退社し、似たような構成の雑誌『Hanada』を立ち上げており、元の『WiLL』は新編集部により発行を継続している。
- 1971年開始のアニメ『ルパン三世』シリーズは主要キャラクターが五人いるが、そのキャスト（声優）は徐々に交代していき、2021年に小林清志が高齢のため降板したことで開始時からのオリジナルメンバーは一人もいなくなり、全員が入れ替わった。
- 米国の株式相場の代表的指数、ダウ平均株価は、30銘柄で構成されるが、時代に合わせて入れ替えが行われている[7]。2018年6月26日以降、算出開始時の銘柄で現在も構成銘柄として残っている会社はなくなっている[注釈 6]。詳しくはダウ平均株価#銘柄の入れ替えを。
- サッカーJ2ロアッソ熊本は、JFLからJ2に昇格した際、全選手、監督、メインスポンサー、チーム名まで変わった。
- 禅宗は、釈迦から摩訶迦葉に受け継がれ、菩提達磨によって、中国に伝えられ、更に鎌倉時代に栄西(臨済宗)と道元(曹洞宗)によって日本に伝わり、その教えと法脈が厳格に現在にも受け継がれているとされているが、実際には、釈迦当時の仏教に比較的近いとされている上座部仏教とは、教義や戒律、儀式等に相違点が多く見られる。

## 解答の試み

### アリストテレスの四原因説
アリストテレスの哲学体系では、事象の原因を4つに分け（四原因説）、これらを分析することでパラドックスに答えることができるとされる。アリストテレスによれば、ある事象が「何であるか」は「形相因」であり、その観点では設計などの本質が変わっていないため、テセウスの船は「同じ」であるとされる。同様にヘラクレイトスの川も「形相因」的には変わっていないが、「質料因」が時と共に変化しているとされる。
また、「目的因」から見ると、テセウスの船は「質料因」としての材質が変わったとしても、テセウスが使った船であるという「目的因」は変わっていないとされる。「動力因」は誰がどのように作ったかを指し、テセウスの船の場合、船を最初に作った職人は同じ道具や技法を使って修理（部品の置換）をしたと考えることができる。

### 「同じ」の定義
哲学書によくある主張として、ヘラクレイトスの川の場合、「同じ」が2種類の意味で使われているとされる。1つは「質的（qualitatively）」な「同じ」であり、属性が一致していることを意味する。もう1つは「数的（numerically）」な「同じ」である。例えば、同じに見えるボウリングのボールが2個あるとする。それらは質的には同じだが、数的には同じではない。一方を別の色で塗り替えた場合、塗り替える前と比較して数的には同じだが、質的には同じではない。
このような主張では、ヘラクレイトスの川は質的には同じだが、数的には同じではないということになる。テセウスの船も同様である。
このような解答は、質的な同一性をさらに詳細化して考えていったとき、それが数的な同一性より範囲が狭くなるという問題をはらんでいる。例えば、ボウリングのボールの属性をその時空間における位置であるとした場合、異なる位置や時間に存在するボールは（数的には同じであっても）質的には同じであるとは言えなくなる。同様に、川も時と共に属性が変化していると見ることもでき、水面の波の状態などは一度として同じになることはない。質的に同じでないものは数的にも同じでないとされるため、異なる時点の川は数的にも異なるということになる。

### 4次元主義
このパラドックスへの1つの解答が4次元主義(en)の概念から生じた。David Lewis らは、全ての事象を4次元オブジェクトとして考えることでこれらの問題が解決すると提案した。あるオブジェクトは空間的には3次元の広がりを持ち、第4の次元として時間的にも広がりを持つ。4次元オブジェクトは3次元時系列からなる。すなわち、空間的広がりを持って、ある期間だけ存在する。あるオブジェクトは因果関係のある一連のタイムスライスから構成される。各タイムスライスは数的に同じであり、タイムスライスの集合体としての4次元オブジェクトも数的に同じである。しかし、個々のタイムスライスは質的に異なる。
川の問題で言えば、各時点で川は異なる属性を持つ。したがって、3次元タイムスライスを抜き出してみれば、川はそれぞれのタイムスライスで異なる属性を示す。しかし、それらをまとめたとき、全体として川としての同一性があると言える。したがって、同じタイムスライスの川に入ることはできないが、同じ川に2度入ることは可能である。
ここで特殊相対性理論を考慮すると、タイムスライスを形成する唯一の「正しい」方法が存在しないことになる。しかし、これはあまり問題ではない。ミンコフスキー空間では観測者は同じタイムスライスを2度通過することはないため、依然として「同じ川の同じタイムスライスに2度入ることはできない」のである。

### 属性の形而上学
ロバート・M・パーシグ の Lila: An Inquiry into Morals で示された属性の形而上学（Metaphysics of quality）では、パターンの階層が定義され、それを使ってこのパラドックスの新たな解答が与えられている。すなわち、船は、変化する低位のパターン（部品）の集合体であり、単一の高位のパターン（船全体）は変化しない。

### 構造主義
言語学者フェルディナン・ド・ソシュールは「テセウスの船」に直接解答した訳ではないが、あくまで言語学の立場から「午後8時45分ジュネーブ発パリ行きの列車」を例に出し、列車や乗客や運行などが違っていても同じ列車であると近代言語学を開いた『一般言語学講義』で述べている。実体が違っても価値は同じという考え方を採り、これが構造主義や記号論を形成する考えの一つになっていく。同じようにチェスにおいても、駒の素材が何であれ、キングなりビショップなりがどういう位置にあるか、どういう構造の中にあるか、によってその価値が決まってくると考える。

## フィクションでの事例
- テリー・プラチェットのディスクワールドシリーズの小説 "The Fifth Elephant" では、テセウスの船のパラドックスが扱われている。持ち手と刃が定期的に交換される斧が登場し、登場人物たちはこの斧が物理的には同じではないが、感情的には同じであると考える。ディスクワールドシリーズにはヘラクレイトスへのオマージュとして Ank-Morpork という街にある River Ankh は唯一の2度渡ることのできる川とされている。
- アイザック・アシモフのロボットシリーズとファウンデーションシリーズをつなぐ鍵であるR・ダニール・オリヴォーについて、1986年の『ファウンデーションと地球』では、脳も含めた全ての部品が何回か交換されており、脳については6回設計が変更され、新たな記憶領域が追加された、という設定で登場する。
- Boichiの漫画作品『ORIGIN』でも、主人公のロボット「オリジン」が2度ほぼ全面的な交換を行った。
- ダグラス・アダムズの『宇宙の果てのレストラン』では、ロボットのマーヴィンも同様のことを言っているが、左半身のダイオードは元のまま残っている。
- 田中啓文の推理小説『揺れる黄色』では、100以上からなるクラリネットのパーツを、何年もかけて1つ1つ交換し、最終的に全部入れ替える、というトリックが用いられている。
- フランシス・フォード・コッポラの『地獄の黙示録』で後に追加されたシーンでヘラクレイトスの川についての言及がある。
  - Roxanne: "Do you know why you can never step into the same river twice?"（何故、同じ川に2度入れないか知っているか?）
  - Willard: "Yeah, 'cause it's always moving."（ああ、常に流れているからだ。）
- 日本の作品では、手塚治虫の『火の鳥 復活篇』の主人公レオナは事故でサイボーグに生まれ変わった際、脳の一部までもを人工物に置き換えたためか（作中には、それが原因だろうという示唆はあるが、明言はされない）有機生命体を見てもそれを生き物であると感じることができなくなるなどし（作中では、彼の目を通した情景として、生物がゴミクズのように描かれる）、自分が何者なのか悩みつづける。後の作品では、士郎正宗の『攻殻機動隊』において、全身を義体化し、脳を電脳化したサイボーグは人間なのかというテーマは繰り返し語られている。
- 2013年に発売されたPCゲームThe Swapperでは、地球から遠くはなれた惑星軌道上で無人と化した宇宙ステーション「テセウス」を舞台としている。自分のクローンを任意の場所に作り出し、さらにそのクローンへと自分の精神を移し替えることが出来る謎の装置を主題としているが、この装置で創りだされるクローンは移動困難な場所へたどり着くための単なる道具としてしか使われず、次々と精製されるクローンは精神を移し替え終えると使い捨てにされ、死んでいく。「自分」を犠牲にしながら物語を進める内に、精神をクローンに移し替えた場合、それはもはや自分と言えるのか、という本パラドックスがプレイヤーに去来することになる。
- 転送装置は、遠未来の超科学技術を前提としたSFではよく使われるSFガジェットだが、テセウスの船と同様の議論の対象となり得る。作品のメインテーマとなる場合もあれば、1エピソードとしてそういった話が盛り込まれることもある。
- アンパンマンは、頭部を交換することで力を回復するが意識や記憶は新しい頭部に引き継がれる。
- 『パワプロクンポケット13』では、雨崎千羽矢に脳の移植手術を受けさせる際に、主人公が桧垣東児から継続性についての説明を受けている。この時桧垣は、「手術が成功したとしても、千羽矢は手術前の千羽矢とは別人である可能性がある」ということを示唆している。
- ディズムによる新クトゥルフ神話TRPGシナリオ『カタシロ』では、その結末へと繋がるプレイヤー・キャラクターへの問いかけとしてテセウスの船を取り上げている。